# Kronehoef
Kronehoef is een buurt in Woensel-Zuid in de stad Eindhoven in de Nederlandse provincie Noord-Brabant. De buurt ligt aan de noordkant van het Centrum. Op 1 januari 2023 telde de buurt 4.705 inwoners, verdeeld over 2.764 woningen, met een gemiddelde WOZ-waarde van € 278.000, op een oppervlakte van 0,67 km². 
De buurt bevindt zich in de wijk Erp die uit zes buurten bestaat:
- Groenewoud  (Woensel-West)
- Kronehoef
- Mensfort
- Rapenland
- Vredeoord
- Barrier

Kronehoef is vernoemd naar een boerderijcomplex dat al in 1378 genoemd wordt als "Gruythuys". De heer van Woensel verkocht hier zogezegd gruit waarmee de bevolking bier kon brouwen. In de 16e eeuw was het boerderijcomplex, vermeld als "Ten Gruythuse", eigendom van een tak van Huis Egmond en kwam het via een huwelijk met Anna van Egmond in 1551 in handen van Willem van Oranje. Het boerderijcomplex kreeg hierdoor de bijnaam "Grote Prinsenhoeve". De hedendaagse naam van de boerderij en de wijk zou haar oorsprong hebben in 1806. In dat jaar zou Lodewijk Napoleon, koning van Holland, eigendom hebben gekregen over het boerderijcomplex, waardoor "de kroon" bezit had over "de hoeve". Hierop volgend heeft het complex nog minstens twee eigenaars gehad, waarna het complex in 1857 werd opgesplitst in twee delen met onafhankelijke eigenaars; een noordelijk boerderijgebouw en een zuidelijk boerderijgebouw. Beide gebouwen werden in 1884/1885 getroffen door een grote brand, waardoor grote delen van de gebouwen vernietigd werden. Op dezelfde plaatsen werden met hergebruik van oude bouwmaterialen de boerderijgebouwen volledig herbouwd. Het zuidelijke gebouw werd in 1956 gesloopt en de grond grotendeels onderdeel van de percelen van Kronehoefstraat 40-60. Het noordelijke gebouw bleef langere tijd bestaan en kwam in 2009 in handen van een projectontwikkelaar. Dit gebouw werd uiteindelijk gesloopt in 2021 voor de ontwikkeling van zes rijtjeshuizen. Het gebouw had een traditioneel kruisverband met vlechtingen in de kopse gevels. Het behoud werd onder andere afgewezen omdat de boerderij zogezegd meermaals herbouwd was, weinig historische elementen overhad, buiten het zicht lag en niet beleefbaar was. Na de sloop voerde men in het najaar van 2021 zowel op als ten oosten het boerderijperceel de bouwwerkzaamheden uit van de zes rijtjeshuizen en een appartementencomplex, waarbij een bouwvakker om het leven kwam. De boerderij kan beschouwd worden als de laatste tastbare herinnering aan de landelijke omgeving van de wijk.
Na de sloop van de boerderij zijn er nog enkele gebouwen uit de late 19e eeuw over. Aan de Kloosterdreef zijn dit de Sint-Petruskerk (nr. 29), de/het voormalige pastorie/zustersklooster (nr. 32), het oude Woenselse gemeentehuis/raadhuis (nr. 90), een wit pand met o.a. een trapgevel (nr. 92-96) en een langgerekt wit huis met twee woonadressen (nr. 46-48). Daarnaast zijn er aan de Frankrijkstraat nog een oude arbeiderswoning (nr. 22), een villa (nr. 24) en een langgerekt wit huis met twee woonadressen (nr. 25-27). De laatste hiervan beschikt mogelijk over een oudere kern, waardoor het het oudste bestaande gebouw van de wijk kan zijn. Indien dit niet het geval is, is de woning van Frankrijkstraat 22 waarschijnlijk het oudste (1866/1868).
De buurt Kronehoef is zeer gemêleerd van opbouw zowel qua functies (wonen/niet-wonen) als qua woningtypes (en dus ook bewoning). De buurt telt verhoudingsgewijs de meeste bejaarden van Eindhoven. Dit hangt samen met de grote bejaardenflats aan de Kronehoefstraat en Imkerstraat.

## Foto's

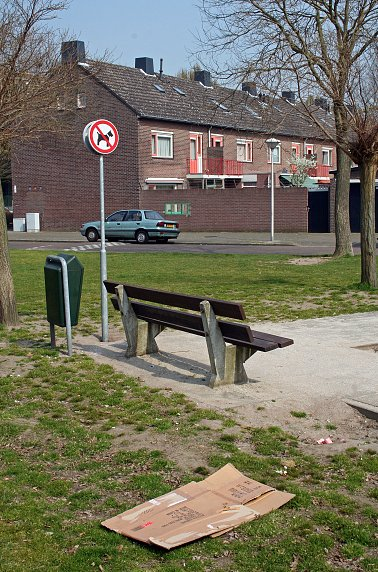
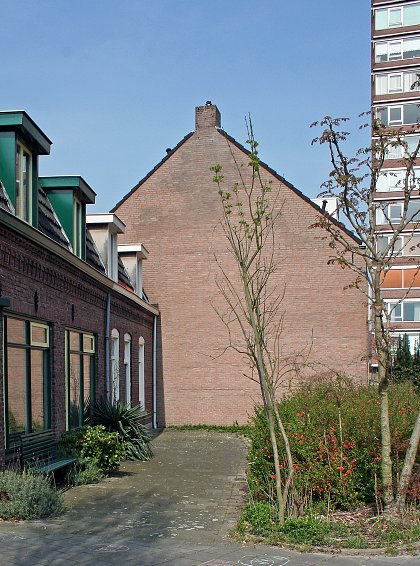
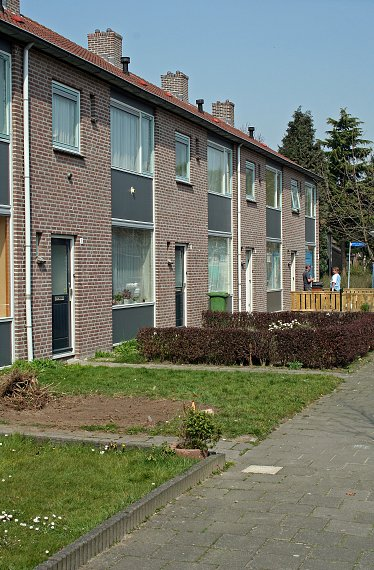
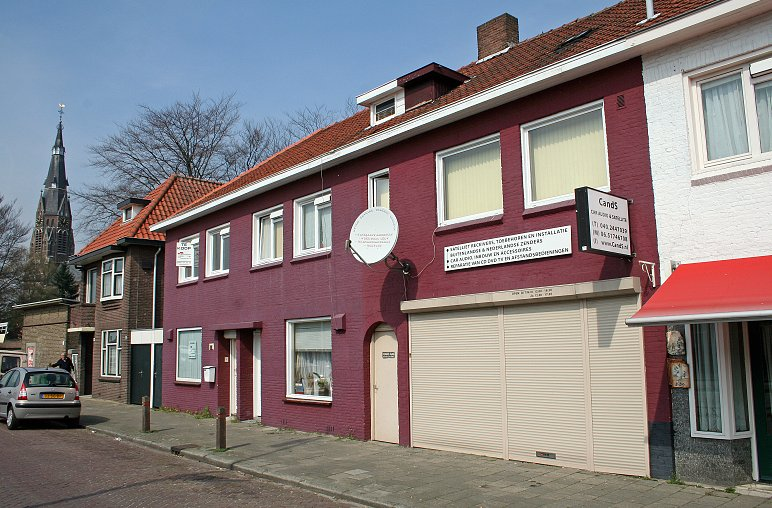
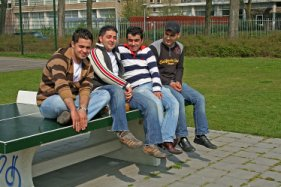
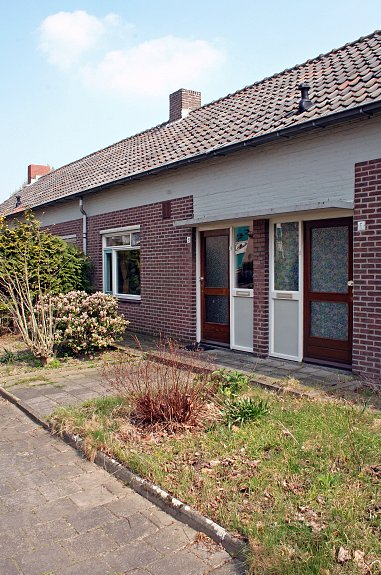
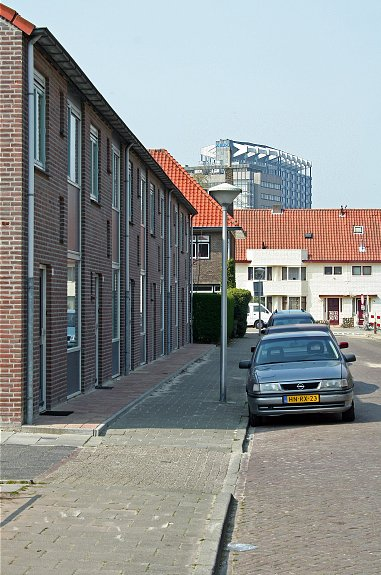
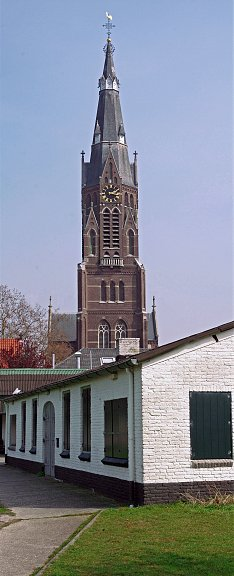
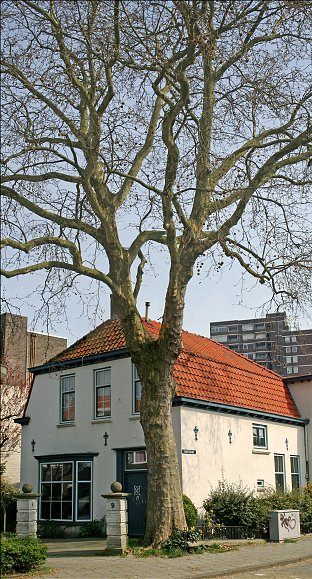
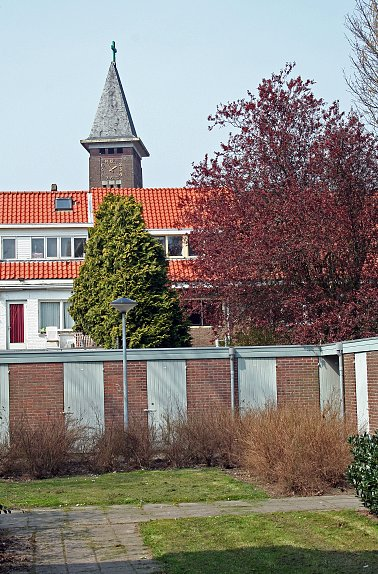
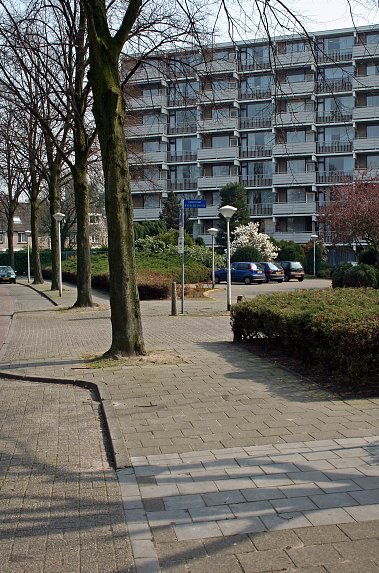
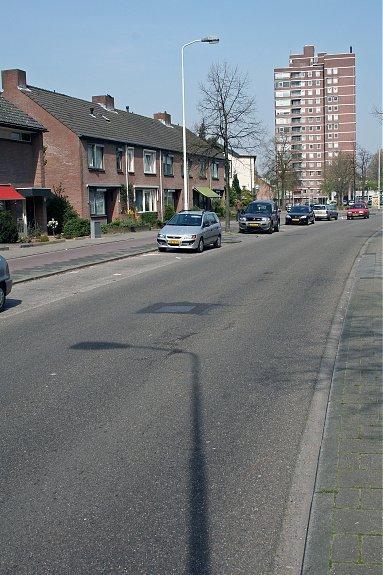
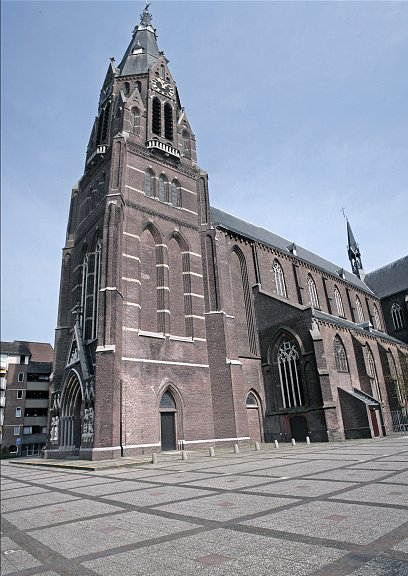